# 유로비전 송 콘테스트 2017

녹색은 참가국, 빨강은 결승전에 올라가지 못한 나라, 노랑은 과거에 참여한 적이 있으나 2017년 콘테스트에 참가하지 않은 나라를 가리킨다.

유로비전 송 콘테스트 2017(영어: Eurovision Song Contest 2017)은 제62회 유로비전 송 콘테스트이며, 2017년 5월에 우크라이나 키이우에서 개최되었다. 작년 대회에서 우크라이나 대표 자말라가 우승하였기 때문에 이 대회는 우크라이나에서 개최되었다. 회장은 국제 전시 센터이다. 유로비전 송 콘테스트가 우크라이나에서 개최되는 것은 2005년 대회 이후 두 번째이다.
출전국 수는 42개국이며, 포르투갈과 루마니아가 이번 대회에서 복귀한 반면, 보스니아 헤르체고비나와 러시아는 이번 대회에서 불참했다. 또한 러시아는 이번 대회에 출전을 표명하여 율리야 사모일로바가 이번 대회의 대표로 선택했지만, 사모일로바가 러시아의 크림 공화국 합병 이후 러시아에서 크림 반도로 입국한 것을 우크라이나에서 불법 입국으로 간주하여 우크라이나 측에서 입국을 금지하였기 때문에 참가할 수 없게 된 것이다.
2017년 5월 13일 결선 무대에서 포르투갈 대표 살바도르 소브랄이 우승했다. 이로 인해 포르투갈이 유로비전 송 콘테스트에서 첫 우승을 차지했다.